# Naomi Del Vecchio
Pour les articles homonymes, voir Del Vecchio.
Naomi Del Vecchio, née le 7 juin 1974, est une artiste suisse.

## Biographie

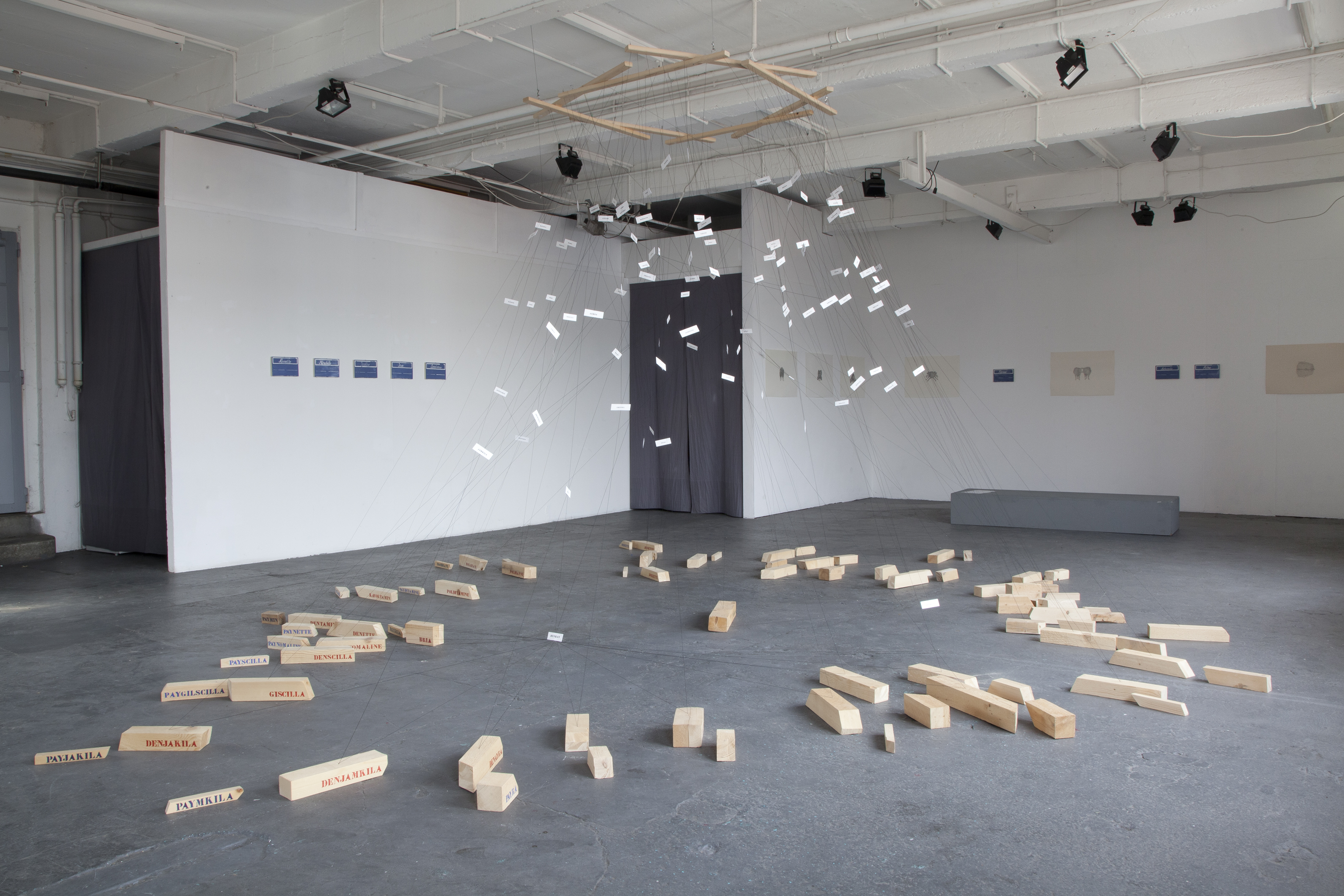
GENEALOGIE D'UN TROUPEAU - une exposition de Naomi del Vecchio à Cheminée Nord, Usine Kugler. Genève, le 09 mars 2013

De 1993 à 1998, elle est étudiante à la Haute École d'art et de design Genève (HEAD). De 1998 à 2001 elle étudie à la Jerusalem Academy of Music and Dance. De 2007 à 2009, elle est étudiante à l'École cantonale d'art du Valais et obtient un master d'art. Depuis l'an 2000, elle est enseignante et médiatrice culturelle (Musée d'art moderne et contemporain (Genève), Forum Meyrin). Ses médiums artistiques sont le dessin, la gravure, l'installation et l'écriture. Elle crée des livres d'artistes.

## Distinctions
En 2014, elle obtient une bourse d'aide à l'illustration du livre de la part de la Ville et du Canton de Genève. Cette bourse lui a été attribuée pour le projet "Des pieds et des mains et comment s'en servir".

## Expositions personnelles
- 1997 : Galerie Marianne Brand, Genève
- 1998 : Galerie Bel Arte, Lengnau
- 2000 : Centre culturel neuchâtelois , “Corps et mouvements”
- 2002 : Librairie Au Point Du Jour, Genève
- 2004 : Centre d’Art en l’Ile, Genève
- 2009 : A table, espace Hic & Nunc, Genève
- 2012 : Par monts et par vaches, White Cube, Libellules, Genève
- 2013 : Généalogie d’un troupeau, Espace Cheminée Nord, Genève
- 2016 : Des pieds et des mains, ou comment s’en servir, sortie du livre aux éditions Art&Fiction, exposition des dessins dans le cadre de Bdfil, Lausanne, du 15 septembre au 4 octobre 2015[2]

## Expositions collectives
- 1995 : 2e Triennale de l’estampe originale, Musée des beaux-arts, Le Locle
- 1996 : 4 x gravures, Galerie Niu d’art, Lausanne
- 1997 : Du nord rêvé aux rêves du nord, Hôtel de Ville, Montreux et Lausanne
- 1997 : Galerie l’Etage, Vienne, France
- 1998 : Qui a-t-il au bout du fil, Galerie Vice-versa, Lausanne
- 1998 : 3e Triennale de l’estampe originale, Musée des beaux-arts, Le Locle
- 2002 : Estampes, Villa du Jardin Alpin, Meyrin, Genève
- 2004 : Exhibition 35 : New Prints, Jerusalem Printed Workshop
- 2004 : L’enfance de l’art : 7 maisons, Andata/Ritorno au Musée d’Ethnographie, Genève
- 2004 : Villa Dutoit, Genève, exposition collective - gravures, du 22 janvier au 15 février 2004[3]
- 2006 : Atelier K, Centre d’art en l’Ile, Genève
- 2007 : ESF, Espace Saint François, Lausanne
- 2007 : On a Small Scale, Jerusalem Printed Workshop
- 2007 : Tirage Limité, Palais de Rumine, Lausanne[4]
- 2008 : Archive-Projet, abris de l’Arsenic, Lausanne,  une exposition et des performances de l’ECAV, dans le cadre des 8 conférences qui se déroulent entre le 30 mai et le 1er juin à l’Arsenic[5]
- 2009 : Maps, Halles Tavelli, Sierre
- 2010 : The dark side of the pink, Espace Forde, Genève
- 2010 : Bêtes de Cirque, Galerie Marianne Brand, Genève[6]
- 2010 : Tirage Limité, Palais de Rumine, Lausanne[7]
- 2011 : Crosnier Extra Muros, espace Le Commun, Bâtiment d’art contemporain, Genève
- 2013 : Tirage Limité, Palais de Rumine, Lausanne[8]
- 2015 : Collecting Time, Geneva-Kyoto, Dohjidai Gallery of Art, Kyoto, Japon
- 2015 : Terra incognita, Bâtiment d’art contemporain, Genève[9]
- 2015 : Outre-mer, Usine Kugler, Genève[10]
- 2017 : Appartement témoin, Coopérative RU Ressources urbaines, Genève, du 23 septembre au 6 octobre[11]

## Collections publiques
- Bibliothèque d'art et d'archéologie (Genève), livres d'artistes
- Bibliothèque cantonale et universitaire - Lausanne, Dorigny, Réserve précieuse, livres d'artistes
- Musée d'Israël, Jérusalem, livres d'artistes
- Banque cantonale vaudoise, livres d'artistes

## Livres d'artistes
- 1995 : L'habitude, d'après Paul Eluard. Encre de Chine et collage. Exemplaire unique
- 1995 : La petite maison, d'après Corinna Bille. Dessin et collage. Exemplaire unique
- 1995 : Les envoleurs. Eau-forte, carborundum et Chine collé. Exemplaire unique avec texte
- 1995 : Le festin. Eau forte et Chine collé. 10 exemplaires
- 1996 : Le globe trotter, d’après Corinna Bille. Sérigraphie. 18 exemplaires
- 1997 : Décrocher un sourire. Monotypes contrecollés. 3 exemplaires
- 2000 : Le voleur de maison. Pointe sèche, carborundum et monotypes contrecollés. 9 exemplaires (variations)
- 2001 : Boîtes. 16 exemplaires. Réalisé grâce à l’invitation du Jerusalem Printed Workshop
- 2002 : La sale bête. Boîte contenant 20 eaux-fortes. 20 exemplaires
- 2004 : Gants. Pochette contenant 15 gravures. Eau-forte, pointe sèche, carborundum et Chine collé. 3 exemplaires (variations)
- 2004 : Prendre l’air. Eau-forte. 7 exemplaires (variations)
- 2007 : Histoires courtes. Fil, eau-forte et Chine collé. 7 exemplaires
- 2009 : Coupe-toi les orteils. Extraits de contes. Sorties laser. Couvertures uniques en transfert. 20 exemplaires
- 2010 : Petit dictionnaire. 25 définitions et 9 dessins. Sorties laser. Couverture toilée avec transfert. 50 exemplaires
- 2010 : Farce pour dindon. Carton, bois et sortie laser. 5 exemplaires
- 2010 : Politique de l’autruche. Dessin et tube. 80 x 115 cm (dessin). 7 exemplaires
- 2010 : Merci de ne rien. Photocopies et collages. 49,5 x 69 cm (ouvert). 5 exemplaires (variations)
- 2012 : 4 pouces. Impression laser et photocopie. 10,1 x 10,1 cm (fermé). 23 exemplaires
- 2013 : Payass et Pour vous aider à mieux choisir. Affiches pour Généalogie d’un troupeau. Sorties digitales. 35 x 40 cm et 70 X 90 cm
- 2016 : Des pieds et des mains et comment s’en servir. 17 x 23 cm, 96 pages. Publié aux éditions art & fiction (Lausanne)

## Installations
- 2008 : Chaises (lits). Abris de l’Arsenic, Lausanne
- 2009 : Tables. Halles Tavelli, Sierre
- 2009 : Tables réduites. Espace Hic&nunc, Genève
- 2010 : The dark side of the pink. Espace Forde, Genève
- 2011 : Passage à vide et rangement. Espace le Commun, Bâtiment d’art contemporain, Genève
- 2012 : Par monts et par… White cube des Libellules, Genève
- 2013 : Généalogie d’un troupeau. Espace Cheminée Nord, Genève
- 2017 : Belles plantes, fines herbes et vieilles branches. Jardin alpin de Meyrin